# Eleutherococcus spinosus
Eleutherococcus spinosus là một loài thực vật có hoa trong Họ Cuồng cuồng. Loài này được (L.f.) S.Y.Hu mô tả khoa học đầu tiên năm 1980.